# Босна (річка)
Бо́сна — річка в центральній частині Боснії та Герцеговини, права притока Сави. Довжина — 308 км, площа басейну близько 10 500 км². Середній стік — 142 м³/с.
Річка протікає по Динарському нагір'ю та Середньодунайській низовині.
На річці розташовані міста Добой, Зениця.